# Leptodactylus hallowelli
Leptodactylus hallowelli é uma espécie de anfíbio  da família Leptodactylidae.
É endémica da Colômbia.
Os seus habitats naturais são: marismas de água doce e marismas intermitentes de água doce.